# Pokhout

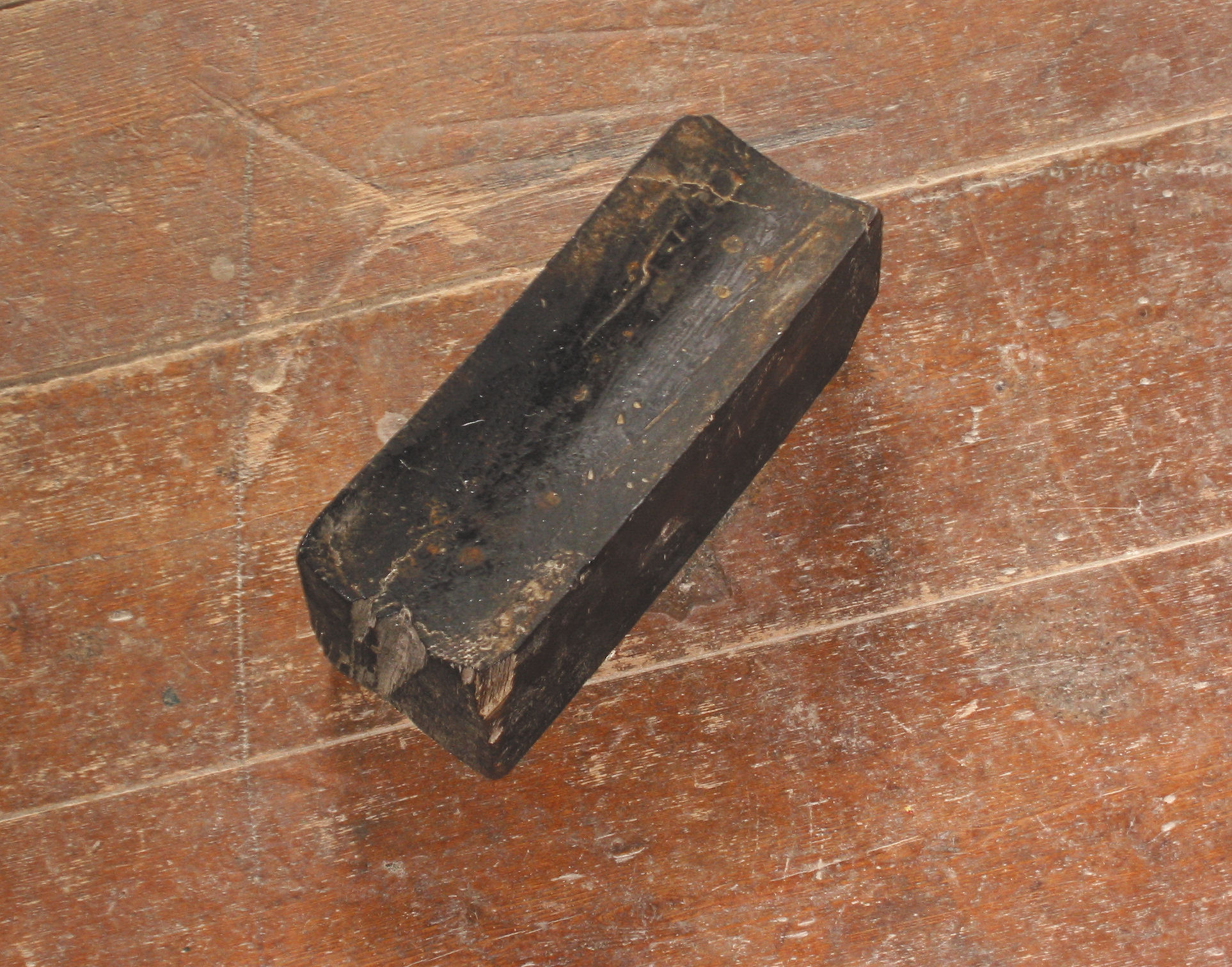
Pokhouten lager uit windmolen

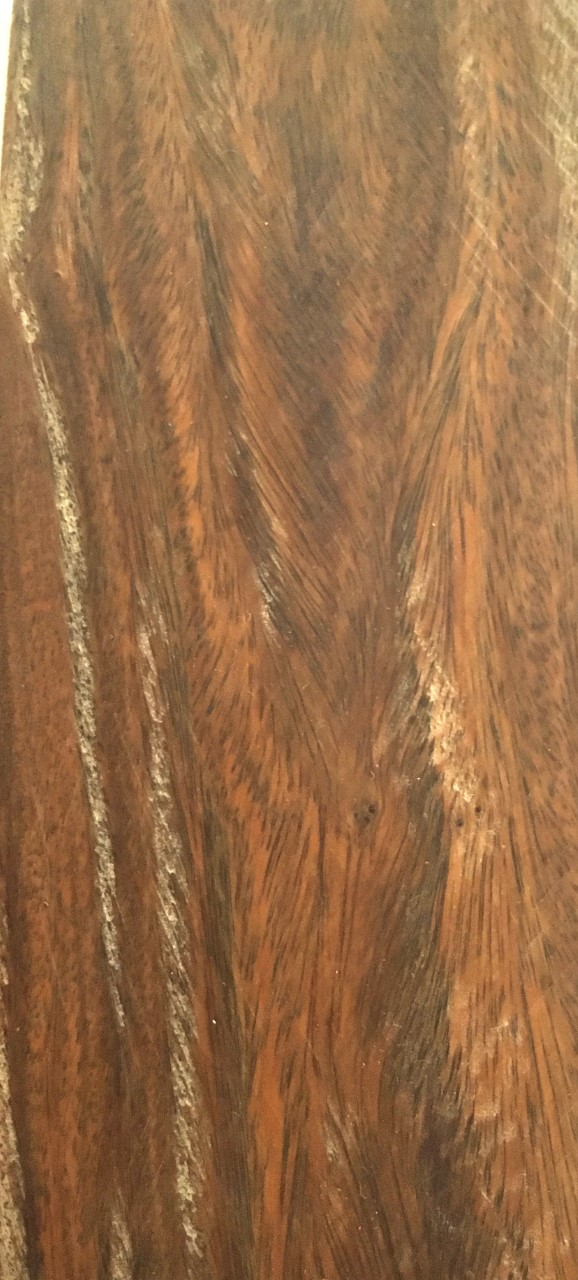
Pokhout op het dosse vlak, met sterke kruisdraad

Pokhout is een klassieke, historisch belangrijke tropische houtsoort. Het werd ooit medicinaal gebruikt en is verder beroemd omdat het 'zelfsmerend' is. Het is een van de zwaarste houtsoorten die (internationaal) verhandeld worden: pokhout hoort tot de (vele) houtsoorten die niet drijven in water. 

## Geschiedenis
Pokhout wordt al ingevoerd sinds begin zestiende eeuw, dus al vanaf kort na de (meest recente) ontdekking van Amerika. In die begintijd werd het per pond verkocht en alleen ingevoerd vanwege de geneeskrachtige werking die aan het extract van het hout werd toegeschreven. De naam stamt dan ook van het medisch gebruik tegen de Spaanse pokken, een oude naam voor syfilis. Dit heeft ook geleid tot de Engelse naam lignum vitae (Latijn voor "hout des levens"). Dit medisch gebruik werd eeuwen voortgezet.
Al snel werd het ook gebruikt voor (luxe) meubelen en allerlei kleine objecten waarbij een sterke, harde en duurzame houtsoort nodig is, zoals bijvoorbeeld in vijzels. Het heeft dus een veel langere staat van dienst dan mahonie, dat pas in de achttiende eeuw van economisch belang werd. 
In de zeilvaart werd het gebruikt voor korvijnagels en katrollen in blokken. Een historisch belangrijke toepassing was in de klokken van John Harrison, inclusief diens vroege modellen voor gebruik op schepen (ter bepaling van de lengtegraad) dit omdat dan de smering mooi gelijkmatig was. Later, toen schepen voor hun voortstuwing overschakelden naar scheepsschroeven werd het vaak toepast in plaats van lagers, om de as te smeren.

## Kenmerken
De twee opmerkelijkste kenmerken van pokhout zijn dat het medicinaal gebruikt is en dat het zelfsmerend is. Beide komen omdat het vettige harsachtige stoffen bevat die tot circa een kwart van het luchtdroge gewicht kunnen uitmaken. Bij gebruik in bijvoorbeeld katrollen van zeilschepen hoeven deze niet gesmeerd te worden om soepel te lopen. Ook later werd pokhout om deze reden nog gebruikt voor (schroefas)lagers en glijblokken. Zo is het bovenste lager van de koningsspil in een windmolen van pokhout. Lagers en glijvlakken van pokhout gaan circa drie maal zo lang mee als bronzen lagers, hoe goed deze ook gesmeerd worden (bij regelmatig gebruik, wat bijvoorbeeld bij scheepsassen wel het geval zal zijn). De inhoudsstoffen uit het hout komen zeer gelijkmatig vrij en vormen met (zee)water een smerende emulsie.

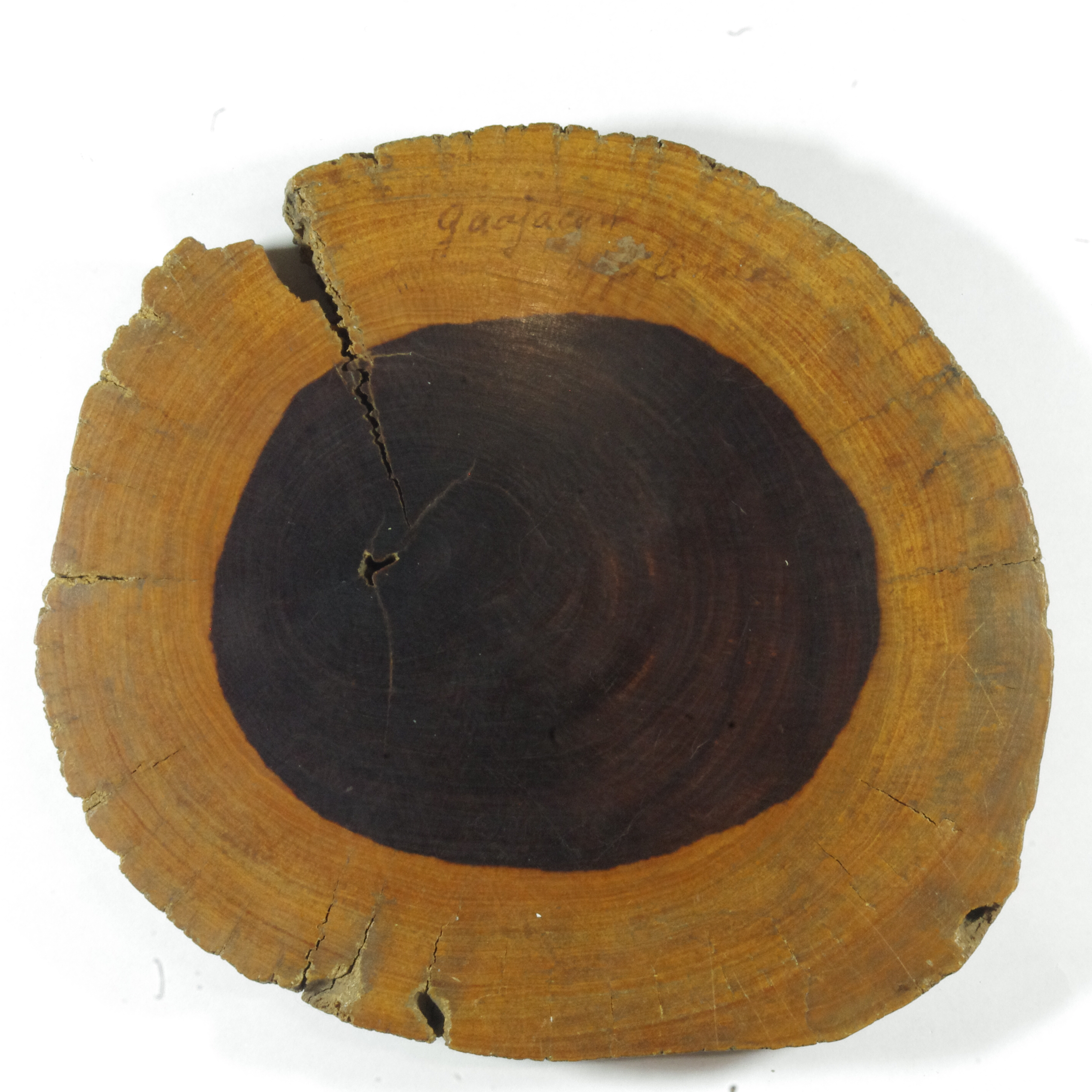
Dwarsdoorsnede van een stammetje, die de verdeling kernhout-spinthout toont

Het hoge gehalte aan inhoudsstoffen draagt ertoe bij dat pokhout een hoge volumieke massa heeft: het drijft niet op water. Het is een van de zwaarste houtsoorten die verhandeld worden. Daarmee samenhangend is het ook een van de hardste houtsoorten die verhandeld worden, en navenant slijtvast (het is een van de vele houtsoorten die ook wel ijzerhout worden genoemd).
Het is donker groenbruin van kleur tot zwart, soms met strepen, bijvoorbeeld geel. Het spinthout is geelgekleurd. Pokhout heeft meestal een zeer sterke kruisdraad en is enorm splijtvast. 

## Botanische herkomst
Pokhout wordt geleverd door bomen uit het geslacht Guaiacum (familie Zygophyllaceae), met als bekendste soort Guaiacum officinale. De belangrijkste leveranciers van pokhout zijn Guaiacum sanctum en Guaiacum officinale, terwijl ook Guaiacum coulteri wel genoemd wordt. Deze soorten komen voor in de tropische delen van Noord- en Zuid-Amerika (niet in Brazilië).
Guaiacum sanctum komt in de tropische delen van Noord- en Zuid-Amerika voor, globaal om de Golf van Mexico en de Caraïbische Zee; Guaiacum sanctum wat meer zuidelijk en Guaiacum coulteri wat meer noordelijk.

## Bedreigd
Tegenwoordig staan alle Guaiacum-soorten op de CITES II-lijst, zodat pokhout alleen (legaal) geëxporteerd mag worden indien voorzien van een vergunning. Dit heeft tot gevolg dat het in veel landen niet mag worden uitgevoerd. Formeel zijn er ook importverboden in diverse landen, maar die worden vaak genegeerd of ontdoken, onder andere door corruptie en gebrekkige controle. Bovendien is het in veel landen verboden bijvoorbeeld verzaagd pokhout te importeren; maar als er een voorwerp van is gemaakt (houtsnijwerk of draaiwerk bijvoorbeeld) is import toegestaan. De gevolgen van dit moeilijk te handhaven verbod vindt men terug in een steeds kleiner wordende houtvoorraad. Anderzijds is het controlesysteem zo star dat bijvoorbeeld na de orkaan Wilma, die in Mexico tal van Guaiacum-bomen omverwierp, het verboden was daar nuttig gebruik van te maken, aangezien het beschermde planten betrof die officieel niet gebruikt, laat staan uitgevoerd, mochten worden.
Aangezien pokhout altijd al zeldzaam was, is men steeds op zoek geweest naar houtsoorten die het kunnen vervangen. Wat betreft de smerende eigenschappen en slijtvastheid is pokhout vrijwel uniek. Vera pok (van Bulnesia arborea, sinds 2018 soms ook wel Plectrocarpa arborea, eveneens familie Zygophyllaceae) heeft minder smerende eigenschappen. Het is ook wat bruiner van kleur. Ook sommige houtsoorten van geslachten als Zollernia en Swartzia (beide uit de familie Leguminosae) kunnen een deel van de taken van pokhout overnemen.